# 60 Parsecs!
60 Parsecs! es un videojuego de acción y aventura desarrollado y publicado por la distribuidora de videojuegos Robot Gentleman, siendo la secuela de 60 Seconds!. Fue lanzado para Windows el 18 de septiembre de 2018.

## Trama
60 Parsecs! es la secuela de 60 Seconds! pero ambientada en el espacio, y es considerada la sucesora espiritual de esta. En esta entrega, encontramos 6 nuevos personajes, los cuales son Baby Bronco, Deedee Dawkins, Emmet Ellis, Maegan Mann, Tom Thomson y April Angelle.

## Jugabilidad
Al comienzo del juego, tienes que elegir uno de los personajes como capitán. Una vez elegido el capitán, ese personaje tendrá 60 segundos para conseguir suficientes cosas y comida para toda la tripulación, es decir, las personas que irán con el capitán. Después de 60 segundos, la guerra se desata en la Tierra y la base astro citizen explota y comienza el juego. Ahora el capitán tiene que tomar decisiones todos los días hasta que encuentren el planeta para aterrizar. A diferencia de 60 Seconds!, aquí el capitán puede hacer, reciclar o reparar cosas, pero necesita los recursos que puedes obtener yendo a buscarlos.